# 854
854(팔백오십사)는 853보다 크고 855보다 작은 자연수다.

## 수학
- 합성수로, 그 약수는 1, 2, 7, 14, 61, 122, 427, 854다. 진약수의 합은 634이므로, 854는 부족수다.
- 113번째 쐐기수다. 앞의 쐐기수는 834, 다음 쐐기수는 861이다.
- {\displaystyle 854=6^{2}+11^{2}+16^{2}+21^{2}}
  - 공차가 5인 네 자연수의 제곱합으로 나타낼 수 있는 수다. 이 성질을 지닌 앞의 수는 750, 다음 수는 966이다.
- {\displaystyle 13^{6}-1}은 854로 나누어떨어진다.

## 과학
- NGC 854: 화로자리 방향에 있는 은하.

## 교통
- 854번 홋카이도도(일본어판)

## 군사
- 854 해군 항공대(영어판): 과거 존재한 영국의 해군 항공대.
- U-854(영어판, 독일어판): 제2차 세계 대전에 사용된 나치 독일의 군용 잠수함.

## 문화유산
- 대한민국의 보물 제854호: 세총통

## 기타
- 연도: 854년, 기원전 854년